# Kirishima (DDG-174)
El Kirishima (DDG-174) es un destructor lanzamisiles clase Kongō de la Fuerza Marítima de Autodefensa de Japón. El buque recibe su nombre en honor al Monte Kirishima.
El buque fue puesto en grada por la compañía Mitsubishi Heavy Industries en Nagasaki, Prefectura de Nagasaki, el 7 de abril de 1992, fue botado el 19 de agosto de 1993 y asignado el 16 de marzo de 1995.
El Kirishima está siendo modificado en Nagasaki instalándosele el Sistema de Defensa de Misiles Balísticos Aegis para que funcione con su armamento.

## Servicio
Este buque participó en los operativos del Terremoto y tsunami de Japón de 2011. También fue desplegado a razón del lanzamiento del cohete norcoreano Kwangmyŏngsŏng-3.